# Antoine Claudet
Pour les articles homonymes, voir Claudet.
Antoine Claudet, né le 18 août 1797 dans le quartier de La Croix-Rousse à Lyon et mort le 27 septembre 1867 à Londres, est un photographe français, actif en Grande-Bretagne ; il a réalisé des daguerréotypes et pratiqué la photographie stéréoscopique.

## Biographie
Antoine François Jean Claudet naît le 18 août 1797 à La Croix-Rousse, fils dun marchand drapier, Claude Claudet, et de son épouse Étiennette Julie Montagnat.
Antoine Claudet commence sa carrière en dirigeant une verrerie à Choisy-le-Roi, près de Paris, avec Georges Bontemps ; en 1827, il s'installe en Angleterre pour promouvoir l'usine et ouvre un magasin avenue High Holborn à Londres. Il s'intéresse à l'invention de Louis Daguerre et dès 1839 achète une licence d'exploitation du daguerréotype pour Londres. Il ouvre le studio "Adelaïde Gallery" et devient l'un des premiers photographes commerciaux d'Angleterre à utiliser le procédé du daguerréotype pour les portraits ; il en améliore la sensibilité à la lumière en utilisant du chlore (au lieu du brome) en plus de l'iode pour l'exposition de la plaque, ce qui permet d'obtenir des temps d'expositions plus courts : le procédé élargit considérablement les possibilités de la photographie de portrait ; Claudet réalise plus de mille huit cents clichés en un an. Il photographie en 1844 dans son studio un groupe d'Indiens Ojibwés
Richard Beard qui ouvre un atelier à Londres en 1841 et rachète l'exclusivité des droits sur le brevet du daguerréotype pour l'Angleterre, intente un procès à Claudet pour usage illicite du daguerréotype, procès que Claudet perd en 1846,,.
Après la mise au point du stéréoscope à deux lentilles par David Brewster en 1849, Claudet propose son propre appareil, commence à réaliser des daguerréotypes stéréoscopiques et devient un ardent promoteur de la stéréoscopie ; il fait de la publicité pour les portraits stéréoscopiques au daguerréotype qu'il prend dans son studio de Londres, « Temple of Photography » au 107 Regent Street. En octobre 1851, il présente des daguerréotypes stéréoscopiques au Crystal Palace lors de l'Exposition universelle de Londres, où ils suscitent l'admiration de la reine Victoria et du prince Albert ; la reine lui passe commande en 1854 d'un stéréoscope et d'une série de portraits photographiques de la famille royale. Claudet réalise en 1851-1852 un portrait stéréoscopique du physicien Charles Wheatstone, que les travaux sur la vision binoculaire ont conduit à inventer la stéréoscopie, avec sa famille.
Claudet publie en 1853 à Paris un traité sur la stéréoscopie : Du stéréoscope et de ses applications à la photographie ; en 1865 il lit un mémoire devant l’Association britannique pour l’avancement des sciences et l'adresse la même année à la Société française de photographie qui le publie dans son bulletin : « Figures photographiques mouvantes, phénomène de vision résultant de la combinaison du stéréoscope et du phénakistoscope à l’aide de la photographie » : il s'agit de la première réflexion sur la perception visuelle du mouvement dans la photographie animée.
Il devient membre de la Royal Photographic Society en 1853 et de la Société française de photographie en 1855.
Claudet meurt à Londres en septembre 1867 ; il est inhumé au cimetière de Highgate. Peu après sa mort, son studio « Temple of Photography » brûle, détruisant des milliers de daguerréotypes et de négatifs.

## Publications
- « The Progress and Present State of the Daguerreotype Art », Transactions of the Society for the Encouragement of Arts, Manufactures, and Commerce, no  55, 1843, p. 89-110.
- Recherches sur la théorie des principaux phénomènes de photographie dans le procédé du daguerréotype. Mémoire lu... le 14 septembre 1849 dans le comité de chimie de l'Association britannique réunie à Birmingham, Paris, Germer Baillière, 1850, 16 p.(Lire en ligne).
- Du stéréoscope et de ses applications à la photographie, Paris, Librairie centrale des sciences, 1853, 55 p. (Lire en ligne).
- Le stéréomonoscope, nouvel instrument dont le principe est fondé sur la découverte de la propriété inhérente au verre dépoli de présenter en relief l'image de la chambre obscure. Sujet d'un Mémoire communiqué le 15 mars 1858 à la Société Royale de Londres, Paris, Bonaventure et Ducessois, 1858, 23 p.
- « Figures photographiques mouvantes, phénomène de vision résultant de la combinaison du stéréoscope et du phénakistoscope à l’aide de la photographie », Bulletin de la Société française de photographie, tome XI, 1865, p. 292-298.

## Collections
- National Portrait Gallery, Londres[13].
- J. Paul Getty Museum, Los Angeles[14].
- Musée national des beaux-arts du Québec[15].

## Galerie

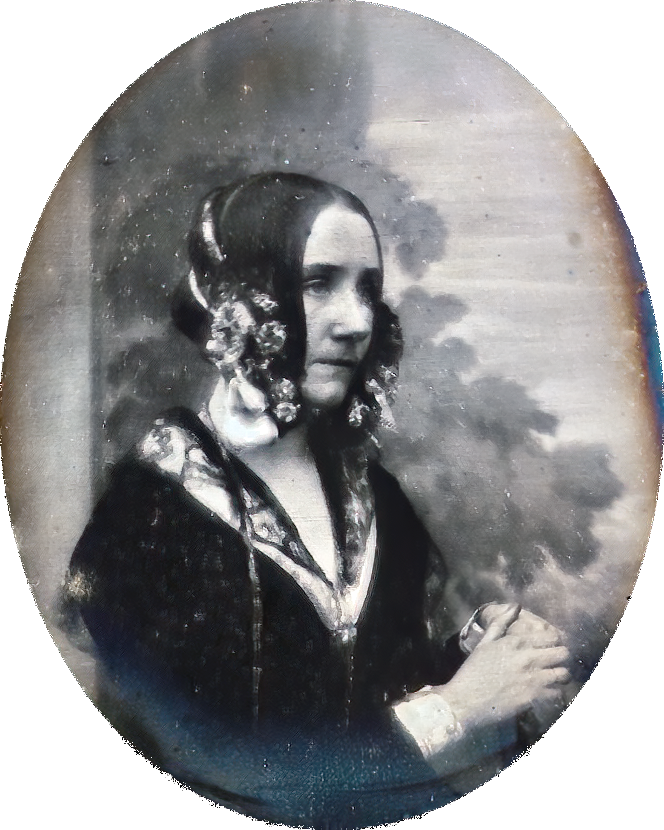
La pionnière de l'informatique Ada Lovelace, daguerréotype, 1843 ou 1850[16].
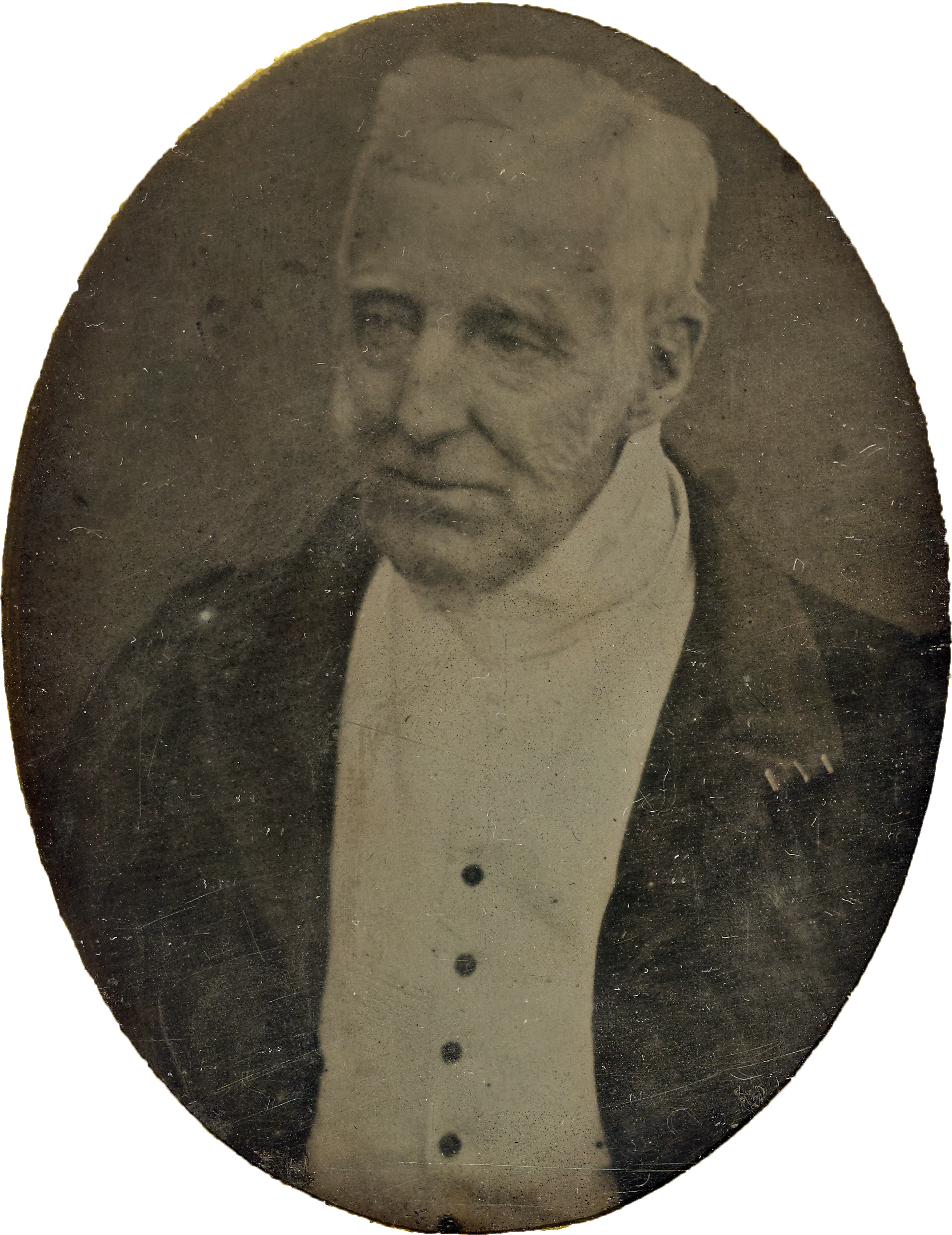
Arthur Wellesley, 1er duc de Wellington, daguerréotype, 1844.
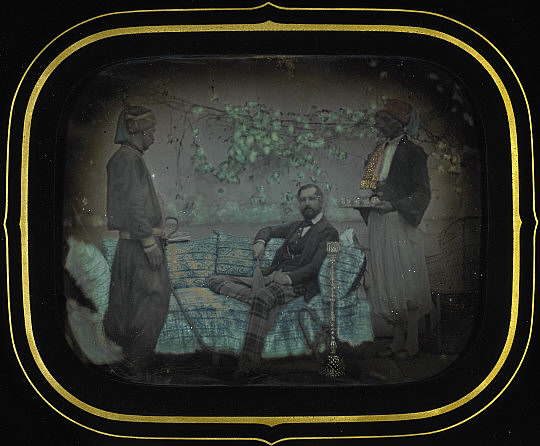
L'écrivain et diplomate Charles Murray, daguerréotype, 1851.
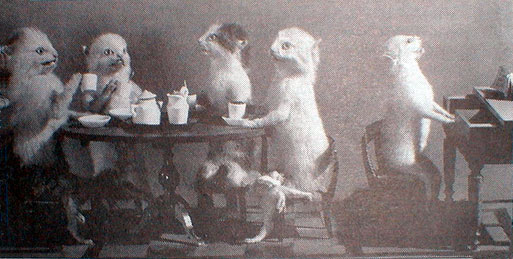
Chats prenant le thé ; miss Paulina chantant : diorama d'animaux naturalisés par Hermann Ploucquet lors de l'Exposition universelle de 1851 à Londres[N 1].
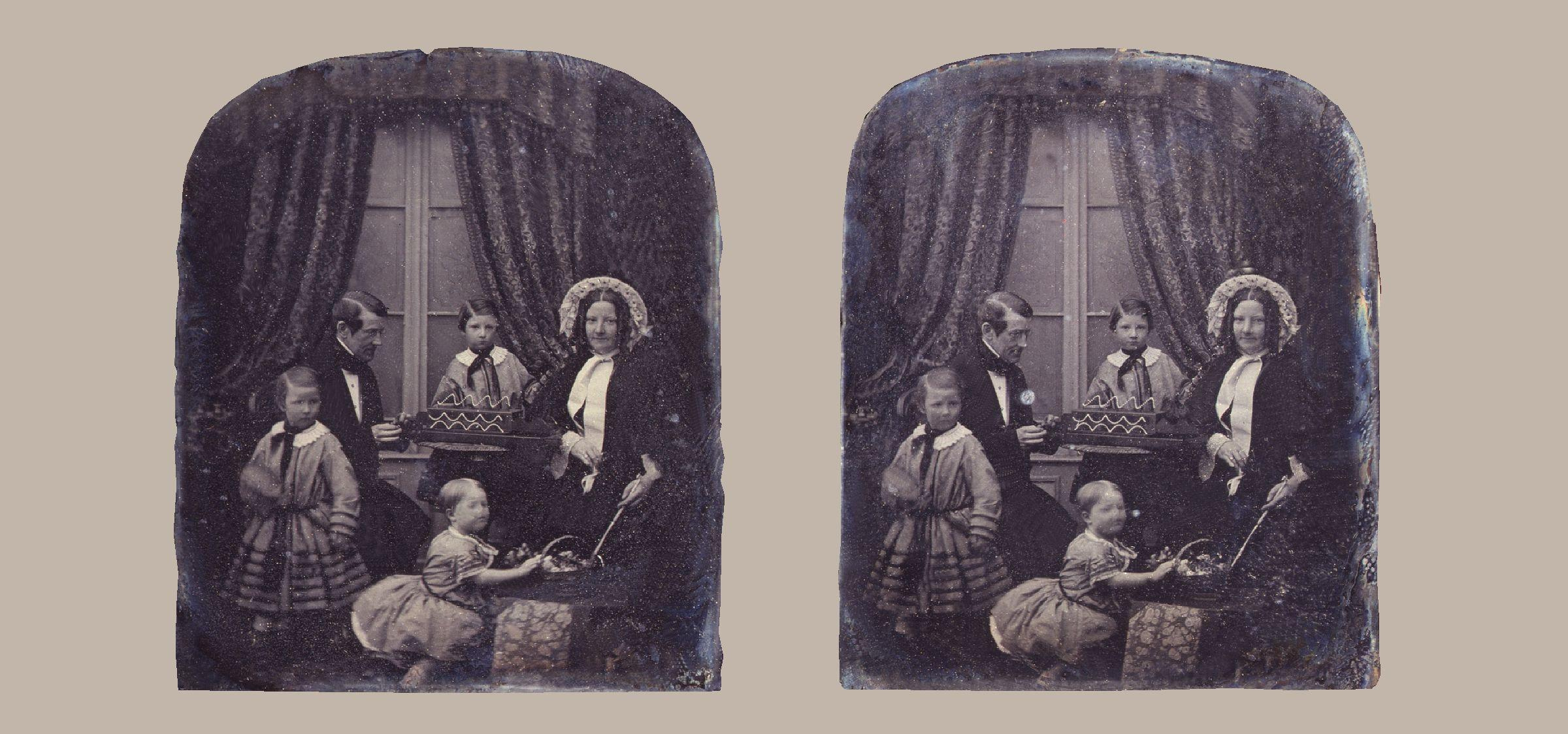
Charles Wheatstone et sa famille, photographie stéréoscopique, 1851-1852[9].
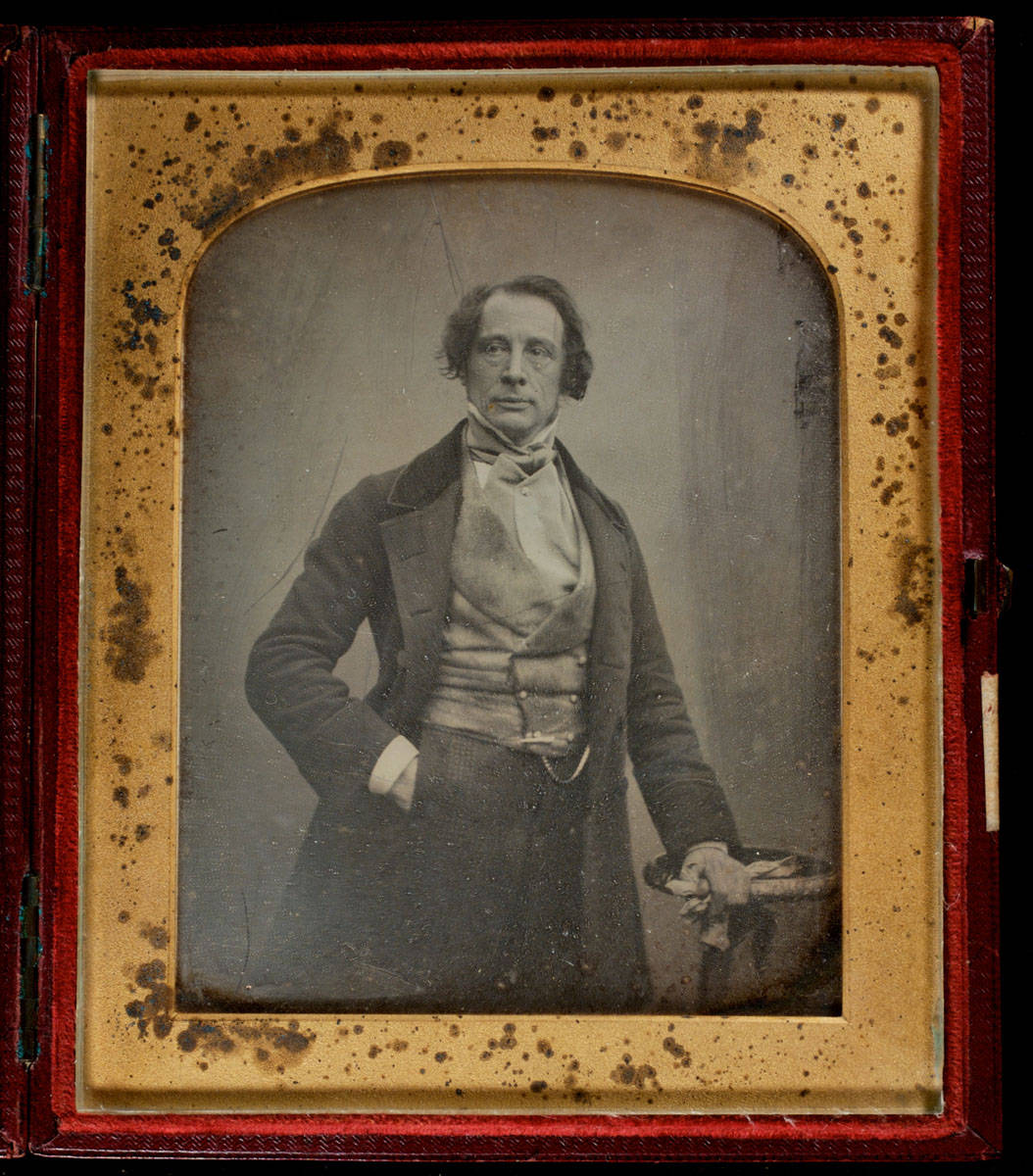
Charles Dickens, daguerréotype, 1852[17].
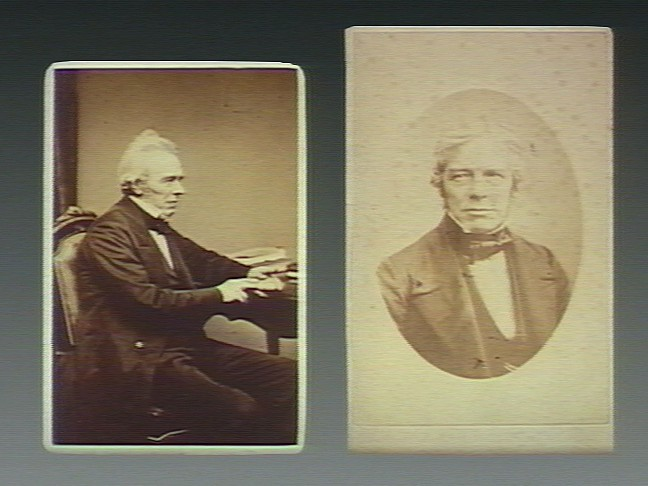
Le physicien Michael Faraday, 1852.
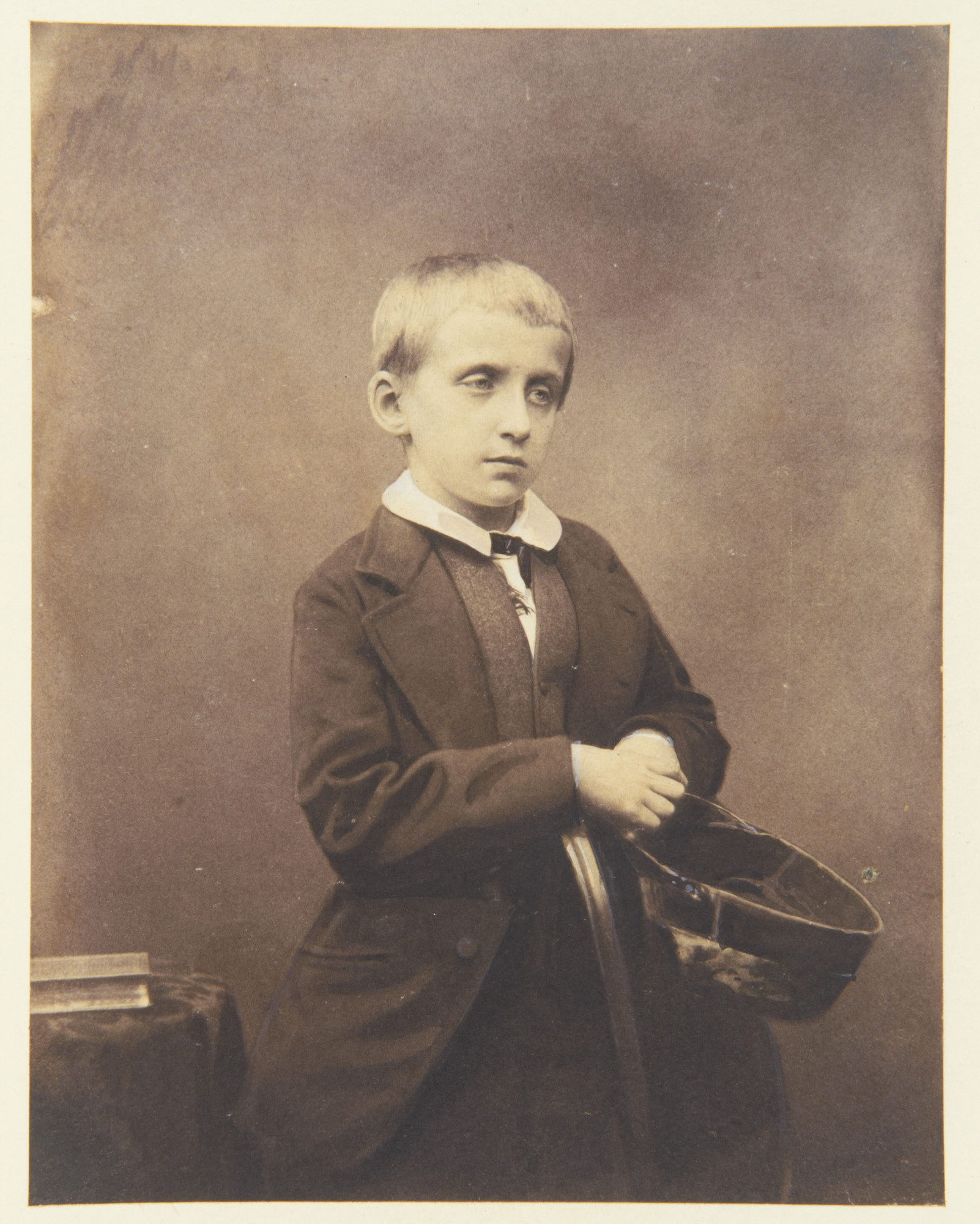
Louis d'Orléans, prince de Condé, 1856.
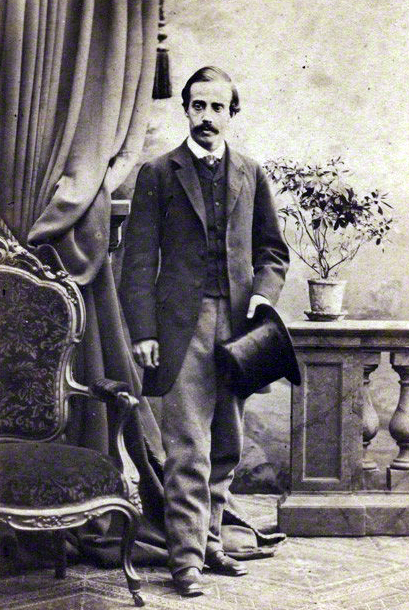
Paul Belloni Du Chaillu, vers 1860.
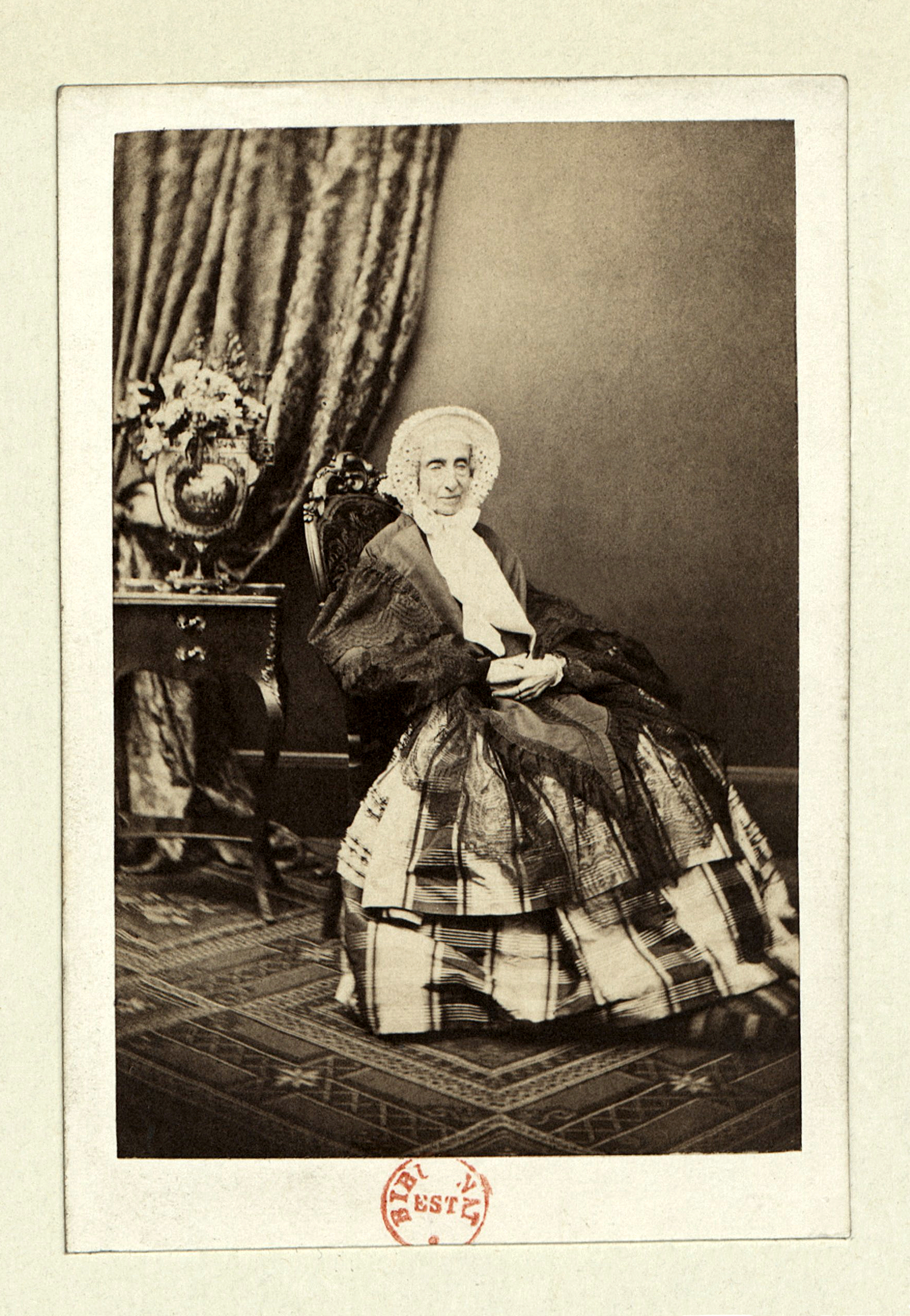
Marie-Amélie de Bourbon-Siciles, reine des Français, vers 1860.
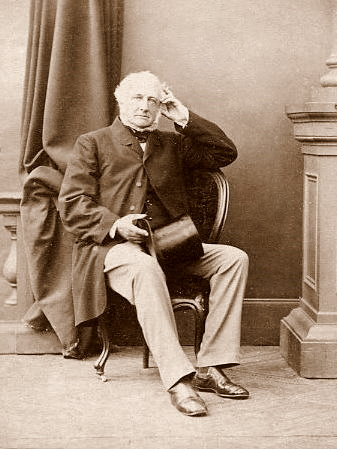
Le sculpteur Carlo Marochetti.